# Gia tố (ngôn ngữ Bantu)
Gia tố, còn gọi là tiền tiền tố, là một hình vị đứng trước tiền tố lớp danh từ trong một số ngôn ngữ Bantu nhất định.

## Hình thái
Gia tố bắt nguồn từ tiền tố chỉ đại từ trong ngôn ngữ Bantu nguyên thủy, đồng nhất với tiền tố chủ từ trong động từ. Trong một số ngôn ngữ hiện đại, như tiếng Masaba, hình thái gia tố nói chung vẫn giữ nguyên. Ở số khác, gia tố giảm xuống còn nguyên âm đơn, thường là cùng nguyên âm với của tiền tố lớp danh từ (ví dụ, umu-, ama- tiếng Zula), hoặc khép miệng hơn (omu- tiếng Ganda). Nếu tiền tố lớp danh từ có thanh thấp, gia tố có thanh cao.
Bản dưới cho thấy hình thái gia tố ở một số ngôn ngữ:
|        | Tiếng Masaba | Tiếng Ganda | Tiếng Zulu |
| Lớp 1  | umu-         | omu-        | umu-       |
| Lớp 2  | baba-        | aba-        | aba-       |
| Lớp 3  | gumu-        | omu-        | umu-       |
| Lớp 4  | gimi-        | emi-        | imi-       |
| Lớp 5  | lisi-        | eli-        | i(li)-     |
| Lớp 6  | gama-        | ama-        | ama-       |
| Lớp 7  | kiki-        | eki-        | isi-       |
| Lớp 8  | bibi-        | ebi-        | izi-       |
| Lớp 9  | in-          | en-         | in-        |
| Lớp 10 | zin-         | en-         | izin-      |
| Lớp 11 | lulu-        | olu-        | u(lu)-     |
| Lớp 12 | kaka-        | aka-        | —          |
| Lớp 13 | —            | otu-        | —          |
| Lớp 14 | bubu-        | obu-        | ubu-       |
| Lớp 15 | kuku-        | oku-        | uku-       |

Các ngôn ngữ Tekela trong nhóm Nguni chỉ có gia tố ứng với một số lớp danh từ, nhưng lại có phân bổ đoán trước được:
- Tiếng Swazi có gia tố khi lớp danh từ bắt đầu bằng phụ âm mũi (lớp 1/3 umu-, 4 imi-, 6 ema-, 9 in-).
- Tiếng Phuthi có gia tố nếu nguyên âm tiền tố lớp danh từ là a (lớp 2 eba-, 6 ema-).

## Vai trò
Gia tố không chỉ đóng một vai trò, và nó cũng không có cùng vai trò trong các ngôn ngữ có nó. Trong những ngôn ngữ thời đầu, nó được đem so sánh với mạo từ xác định, song nó có nhiều chức năng hơn thế.
Trong tiếng Ganda, gia tố cho thấy tính xác định, riêng biệt hay tính tập trung, nhưng sự thiếu vắng hay có mặt của nó dựa trên yếu tố cú pháp. Nó có mặt trong câu tường thuật đơn:
| omulimi                              | omunene | omukaddomu |     | agenda |
| nông dân                             | béo     | già        | một | đi     |
| Một người nông dân già, béo đang đi. |         |            |     |        |

Nhưng nó vắng mặt khi danh từ theo sau động từ phủ định:
| tetulaba                                        | mulimi | munene   |
| chúng tôi không thấy                            | béo    | nông dân |
| Chúng tôi chẳng thấy người nông dân béo nào cả. |        |          |

Trong tiếng Zulu, gia tố thường hiện diện, nhưng bị lược đi trong một số trường hợp:
- trong câu cảm thán
- sau từ chỉ định (này, đó, kia, v.v...)
- sau động từ phủ định, với nghĩa bất định